# Nienadowa
Nienadowa – wieś w Polsce położona w województwie podkarpackim, w powiecie przemyskim, w gminie Dubiecko. Leży nad rzeką San.
W latach 1954–1972 wieś należała i była siedzibą władz gromady Nienadowa. W latach 1975–1998 miejscowość administracyjnie należała do województwa przemyskiego.

## Części wsi
| SIMC    | Nazwa           | Rodzaj    |
| ------- | --------------- | --------- |
| 0600728 | Białka          | część wsi |
| 0600734 | Dział           | część wsi |
| 0600740 | Górka           | część wsi |
| 0600757 | Kąt             | część wsi |
| 0600763 | Kolonia         | część wsi |
| 0600770 | Łazy            | część wsi |
| 0600786 | Nienadowa Górna | część wsi |
| 0600792 | Przydatki       | część wsi |
| 0600800 | Świnki          | część wsi |

## Historia
Pierwsza wzmianka o Nienadowej pochodzi z dokumentów z 1441 roku, kiedy to miejscowość stanowiła przedmieście Dubiecka. Osada w XV wieku wchodziła do dóbr Kmitów. Z ich to rąk przeszła na własność Stadnickich. W 1588 roku Stanisław Stadnicki zamienił tę miejscowość na Łańcut z Anną Pilecką. Następnymi właścicielami była rodzina Derszniaków, od których wieś nabyła rodzina Ignacego Krasickiego z Dubiecka.
W XVIII stuleciu miejscowość była własnością Dembińskich. W 1786 r. notował Ewaryst Andrzej, hr. Kuropatnicki w swym "Opisaniu królestw Galicyi i Lodomeryi": Nienadowa. Wieś na gościńcu węgierskim do Lwowa, piękną z ciosu wystawną kolumną, porządną jak żadna na trakcie tym austeryą, ogrodem i domem ozdobiona; JW. hrabi Dębińskiego dziedziczne.
W tutejszym dworze, u dziadka Jana Nepomucena Dembińskiego, spędził lata chłopięce znany później komediopisarz Aleksander Fredro. Dwór nienadowski rozebrał mąż Eleonory Bardeleben, Antoni Dembiński (oficer insurekcji kościuszkowskiej). W miejscu gdzie, stał wcześniej dwór, w początkach XIX w. wzniesiony został przez wuja Antoniego Dembińskiego, wg projektu Christiana Piotra Aignera, nowy budynek, klasycystyczny, który przetrwał do dziś, stanowiąc własność Mycielskich, a następnie Wołkowieckich.
Podczas okupacji polski ruch oporu dokonał we wsi akcji, konfiskując hitlerowcom (2 marca 1942 roku) broń złożoną w gorzelni dworskiej. Inną udaną akcją ruchu oporu było uszkodzenie 13 maja 1944 roku mostu na Sanie, zbudowanego przez Niemców wiosną 1944 roku dla celów strategicznych.

## Kościół
W latach 20. XX wieku powstała inicjatywa budowy we wsi kościoła katolickiego. W 1930 roku sporządzono plan świątyni, natomiast w 1931 roku wykonano fundamenty. Wybuch II wojny światowej wstrzymał  budowę do 1984 roku, kiedy powstał społeczny komitet budowy. W 1988 roku rozpoczęto budowę murów, a w 1989 roku poświęcono i wmurowano kamień węgielny.  31 lipca 1998 roku ks. abp Józef Michalik poświęcił kościół, jako kościół filialny parafii w Dubiecku; świątynia otrzymała wezwanie Najświętszej Maryi Panny Nieustającej Pomocy.

Nienadowa
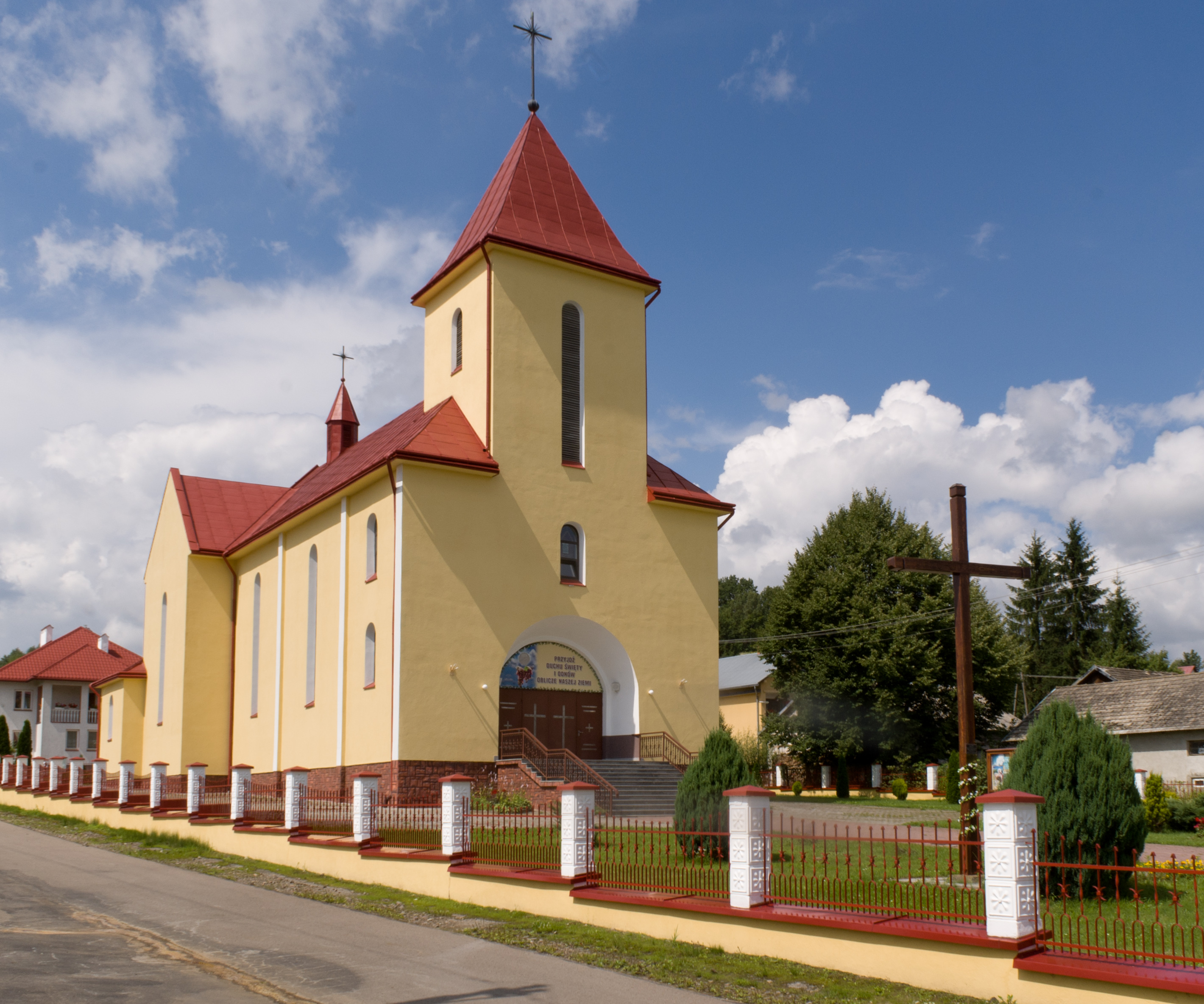
Kościół NMP Nieustającej Pomocy
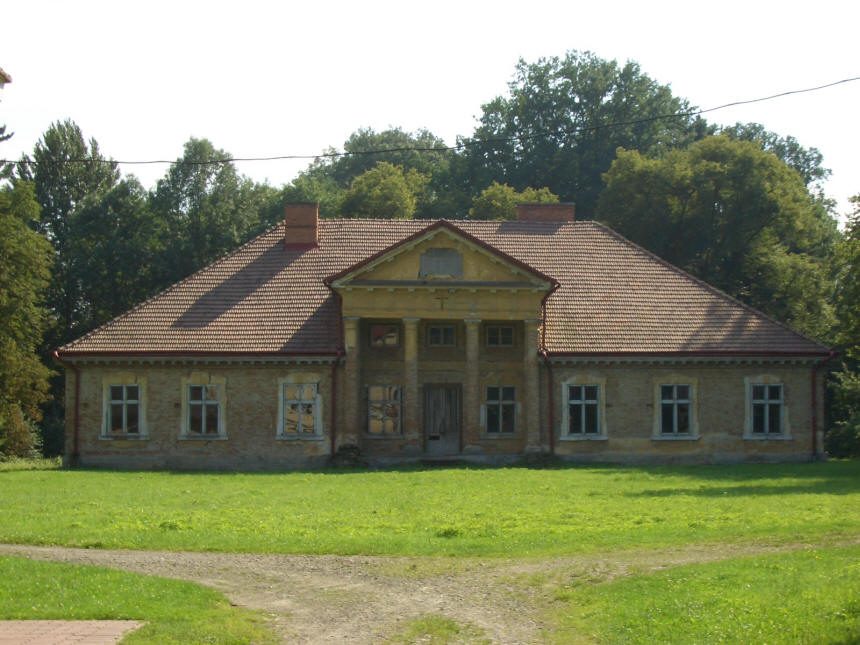
Dwór Dembińskich
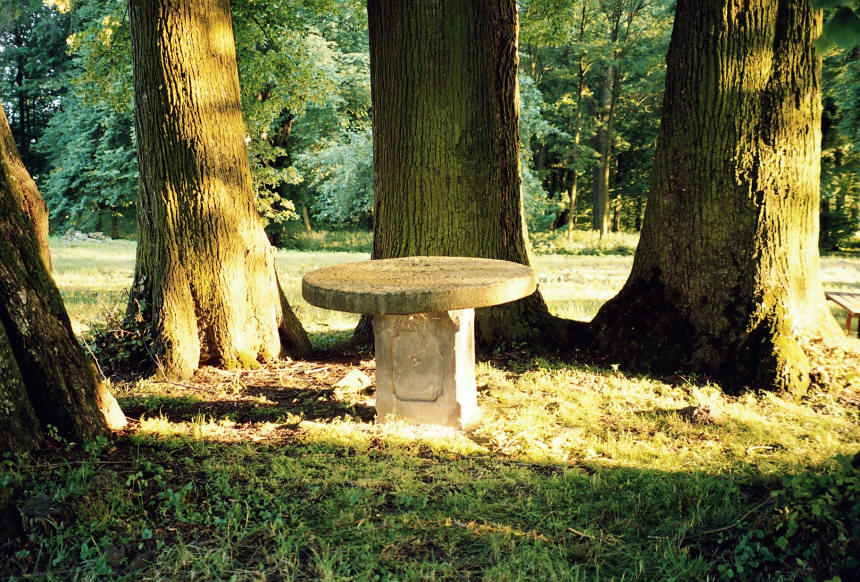
Altana lipowa w parku